# متعقفة

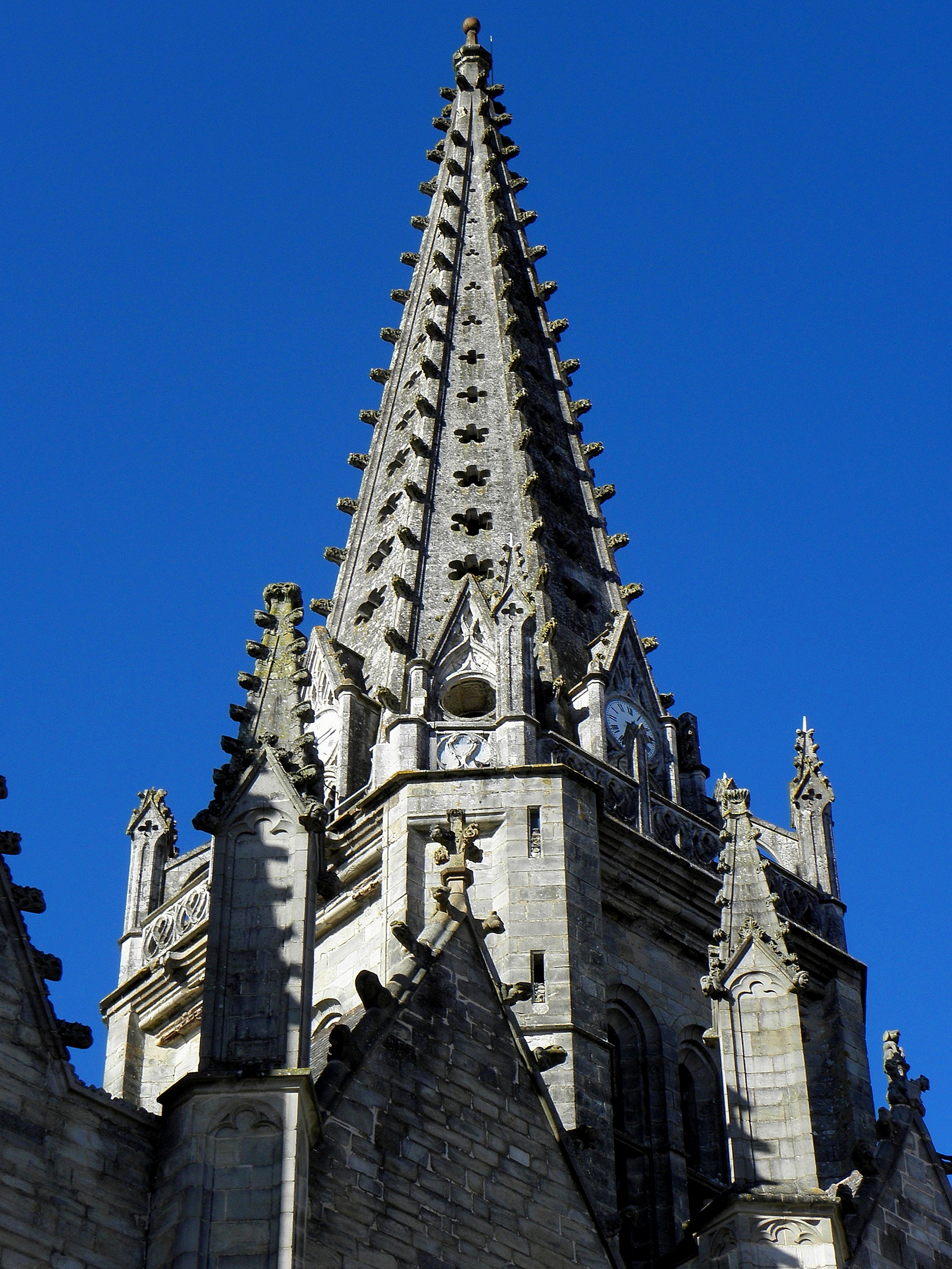
قمة متعقفة من كنيسة نوتردام في فيتري في فرنسا.

المُتَعَقِّفة هي عنصر زخرفي صغير ومستقل شائعة في العمارة القوطية.